# Villa Rustica (Kleinstübing)

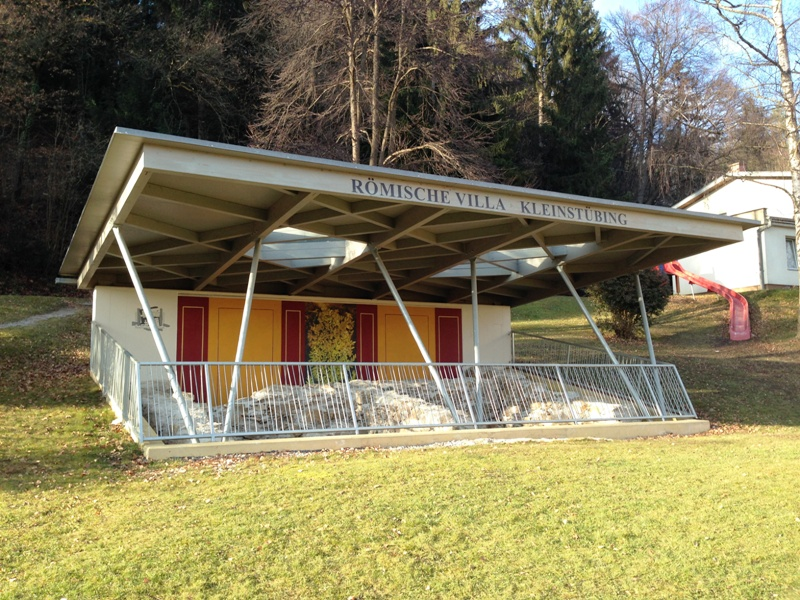
Bild des Schutzbaues über der öffentlich zugänglichen Ausgrabung der Villa Rustica, welcher 2009 am Gelände des SOS-Kinderdorfes errichtet wurde.

Die Villa rustica von Kleinstübing in der Marktgemeinde Deutschfeistritz im österreichischen Land Steiermark stammt wahrscheinlich aus dem 2. bis 4. Jahrhundert und war Teil einer größeren Siedlung an der alten Römerstraße, die entlang der Mur führte.

## Lage
Die Ruine der Villa rustica befindet sich in der zu Deutschfeistritz gehörenden Ortschaft Kleinstübing. Sie liegt in der Nähe des Schlosses Stübing auf dem Gelände des  SOS-Kinderdorfes Stübing.

## Ausgrabung
Seit dem 19. Jahrhundert fand man in Kleinstübing bei Bau- und Grabarbeiten immer wieder Reste einer größeren römerzeitlichen Siedlung mit Friedhof aus dem 2. bis 4. Jahrhundert. Im Zuge von Kanalbauarbeiten im SOS-Kinderdorf wurden im Jahr 2003 wiederum Reste einer so genannten Villa rustica ausgegraben. Im Jahr 2006 wurden bei einer Feststellungsgrabung gut erhaltene Baureste gefunden. 2009 wurde ein Schutzbau über der Grabungsstelle eines Teiles der Villa errichtet und das Mauerwerk konserviert. Fundstücke von der Ausgrabung werden in einem Schauraum im Schloss Stübing ausgestellt.

## Beschreibung
Der seit 2009 durch einen Schutzbau geschützte Gebäudeteil gehörte zu einem großen Gebäudekomplex. Im Schutzbau findet man Mauern aus verschiedenen Bauphasen. Das älteste Gebäude hatte nur zwei schmale, mit einem Hypocaustum und je einem Praefurnium ausgestattete Räume. Der Fußboden wurde durch eine Stützkonstruktion aus Ziegelpfeilern und -bögen gestützt. Diese Räume gehörten wahrscheinlich zu einer privaten Badeanlage.
Diese Räume wurden, wahrscheinlich nach einem Murgang, aufgegeben und später überbaut. Diese Vermutung liegt nahe, da die gesamte Siedlung, so wie das Schloss selbst, auf einem Schüttkegel des Schlossbaches angelegt sind. Zuerst wurde nur eine Mauer, welche wahrscheinlich als Stützmauer diente, errichtet. Dieser folgte ein Bau mit kleinen Wohnräumen und ohne ein Hypocaustum nach.